# سینوکلئینوپاتی
سینوکلئینوپاتی یا آلفا سینوکلئینوپاتی (به انگلیسی: Synucleinopathy) دسته‌ای از بیماری‌های تخریب‌کننده عصبی هستند که با تجمع غیرطبیعی پروتئینِ آلفا سینوکلئین در نورون‌ها، رشته‌های عصبی یا سلول‌های گلیال مشخص می‌شوند. در حال حاضر سه نوع اصلی سینوکلئینوپاتی وجود دارد که شامل بیماری پارکینسون (PD)، زوال عقل با اجسام لویی (DLB) و آتروفی سیستم چندگانه (MSA) می‌شود. سایر اختلالات نادر، مانند انواع دیستروفی‌های نوروآکسونال، نیز دارای آسیب‌شناسی α-سینوکلئین هستند. علاوه بر این، مطالعات کالبد شکافی مغزی نشان داده‌است که حدود ۶٪ از مبتلایان به بیماری آلزایمر، دارای آسیب‌های پراکنده لویی و آلفا سینوکلئینی هستند که به عنوان بیماری آلزایمر با اجسام لویی محدود آمیگدالار (AD/ALB) طبقه‌بندی می‌شود.

## علائم و نشانه‌ها
سینوکلئینوپاتی‌ها به‌طور معمول دارای ویژگی‌های مشترک پارکینسونیسم، اختلالات شناختی، اختلالات خواب و توهمات بینایی هستند و گاهی اوقات می‌توانند، به دلیل تعامل بین پروتئین‌های سینوکلئین و تاو، با تائوپاتی همپوشانی داشته باشند.
اختلال رفتاری خواب REM، به اختصار RBD، یک پاراسومنیا است که در آن فرد مبتلا، فلج عضلانی بدن (آتونیا) را که در طول خواب REM وجود دارد، از دست می‌دهند و رویاهای خود را اجرایی و سایر حرکات یا صداهای غیرطبیعی را از خود تولید می‌کنند. رفتارهای غیرطبیعی خواب ممکن است چندین دهه قبل از علائم دیگر ظاهر شوند، که اغلب به عنوان نشانه اولیه سینوکلئینوپاتی به‌شمار می‌آیند. در کالبد شکافی از افراد مبتلا به RBD، که به وسیله آزمایش چندگانه خواب تأیید شده‌اند، در ۹۴ تا ۹۸ درصد موارد سینوکلئینوپاتی وجود داشت و از بین افراد دارای این اختلال، سهم مبتلایان به DLB و PD بیشتر از دیگر بیماری‌های عصبی بود. سایر علائم سینوکلئینوپاتی خاص معمولاً در عرض ۱۵ سال پس از تشخیص RBD ظاهر می‌شوند، اما گاهی ممکن است که تا ۵۰ سال پس از تشخیص RBD بروز نکنند.
رسوبات آلفا سینوکلئین می‌تواند بر عضله قلب و عروق خونی تأثیر بگذارد. تقریباً همه افراد مبتلا به سینوکلئینوپاتی اختلال عملکرد قلبی عروقی دارند، اگرچه اکثر آنها بدون علامت هستند.
از جویدن تا مدفوع، رسوبات آلفا سینوکلئین بر هر سطحی از عملکرد دستگاه گوارش تأثیر می‌گذارد. علائم این بیماری شامل اختلال عملکرد دستگاه گوارش فوقانی مانند تأخیر در تخلیه معده یا اختلال عملکرد دستگاه گوارش تحتانی مانند یبوست و طولانی شدن زمان انتقال مدفوع است.
احتباس ادرار، بیدار شدن در شب برای ادرار کردن، افزایش تکرر و فوریت ادرار و فعالیت بیش از حد مثانه یا کم‌کاری مثانه در افراد مبتلا به سینوکلئینوپاتی شایع است. اختلال عملکرد جنسی نیز معمولاً در اوایل سینوکلئینوپاتی ظاهر می‌شود و می‌تواند شامل اختلال نعوظ و مشکلات در رسیدن به ارگاسم یا انزال باشد.

## تشخیص

### تشخیص افتراقی
افراد مبتلا به PD معمولاً کمتر درگیر توهمات بصری نسبت به افراد مبتلا به DLB هستند. بروز لرزش در حالت استراحت در DLB نسبت به PD کمتر است و علائم پارکینسونیسم در DLB متقارن تر هستند. در آنتروفی سیستم چندگانه، اختلال عملکرد اتونومیک زودتر ظاهر می‌شود و شدیدتر و با حرکات ناهماهنگ همراه است، در حالی که توهمات بینایی و نوسان شناختی نسبت به DLB کمتر بروز می‌کند. مشکلات ادراری نیز یکی از علائم اولیه MSA بوده و اغلب شدت بالایی دارند.

## علت وقوع
پروتئین آلفا سینوکلئین فرآیندهای ترمیم DNA از جمله ترمیم شکستگی‌های دو رشته‌ای DNA توسط مسیر اتصال انتهایی غیر همولوگ را تعدیل می‌کند. به نظر می‌رسد هنگام وقوع سینوکلئینوپاتی‌ها عملکرد ترمیم DNA پروتئین آلفا سینوکلئین در نورون‌های حامل اجسام لویی دچار اشکال می‌شود و این مسئله عامل اصلی مرگ سلولی و زوال عقلی در مبتلایان است. مطالعه مدل‌های بیماری پارکینسون در موشهای دارای سینوکلئینوپاتی نشان می‌دهد که پاتوژنز آلفا سینوکلئین با افزایش آسیب DNA و فعال شدن پاسخ بدن با آسیب DNA ازتباط دارد.